# Алгуд (Теннессі)
Алгуд (англ. Algood) — місто (англ. city) в США, в окрузі Патнем штату Теннессі. Населення — 3963 особи (2020).

## Географія
Алгуд розташований за координатами 36°12′0″ пн. ш. 85°26′48″ зх. д. / 36.20000° пн. ш. 85.44667° зх. д. (36.200019, -85.446711).  За даними Бюро перепису населення США в 2010 році місто мало площу 10,44 км², уся площа — суходіл.

## Демографія
Згідно з переписом 2010 року, у місті мешкало 3495 осіб у 1394 домогосподарствах у складі 933 родин. Густота населення становила 335 осіб/км².  Було 1498 помешкань (143/км²).
Расовий склад населення:
| - 92,8 % — білих - 3,3 % — чорних або афроамериканців - 0,8 % — азіатів - 0,2 % — корінних американців |

До двох чи більше рас належало 2,5 %. Частка іспаномовних становила 2,5 % від усіх жителів.
За віковим діапазоном населення розподілялося таким чином: 23,9 % — особи молодші 18 років, 56,9 % — особи у віці 18—64 років, 19,2 % — особи у віці 65 років та старші. Медіана віку мешканця становила 39,6 року. На 100 осіб жіночої статі у місті припадало 83,3 чоловіків;  на 100 жінок у віці від 18 років та старших — 78,8 чоловіків також старших 18 років.
Середній дохід на одне домашнє господарство  становив 47 669 доларів США (медіана — 49 375), а середній дохід на одну сім'ю — 53 275 доларів (медіана — 51 340). Медіана доходів становила 37 203 долари для чоловіків та 27 338 доларів для жінок. За межею бідності перебувало 17,1 % осіб, у тому числі 24,7 % дітей у віці до 18 років та 8,3 % осіб у віці 65 років та старших.
Цивільне працевлаштоване населення становило 1547 осіб. Основні галузі зайнятості: освіта, охорона здоров'я та соціальна допомога — 27,1 %, виробництво — 18,7 %, роздрібна торгівля — 13,1 %, будівництво — 8,3 %.